# 4162 SAF
4162 SAF — астероїд головного поясу, відкритий 24 листопада 1940 року.
Тіссеранів параметр щодо Юпітера — 3,252.